# Brunringad lövtyrann
Brunringad lövtyrann (Phylloscartes sylviolus) är en fågel i familjen tyranner inom ordningen tättingar.

## Utseende och läte
Brunringad lövtyrann är en liten tyrann med en lång och slank stjärt som ofta hålls rest. Typiskt är den kanelbruna ringen runt ögat som gett den sitt namn, kontrasterande mot grönt huvud, ljust öga och gul strupe. Ovansidan är bjärt olivgrön och undersidan ljus. Sången består av ett snabbt fallande "djeee-djeee".

## Utbredning och systematik
Fågeln förekommer från sydöstra Brasilien (Espírito Santo) till östra Paraguay och nordöstra Argentina. Den behandlas som monotypisk, det vill säga att den inte delas in i några underarter.

### Familjetillhörighet
Arten placeras traditionellt i familjen tyranner. DNA-studier visar dock att Tyrannidae består av fem klader som skildes åt redan under oligocen, pekar på att de skildes åt redan under oligocen, varför vissa auktoriteter behandlar dem som egna familjer. Brunringad lövtyrann med släktingar placeras då i Pipromorphidae.

## Levnadssätt
Brunringad lövtyrann hittas i fuktiga skogar, både inne i och i kanten av. Den ses i trädtaket, ofta som en del av kringvandrande artblandade flockar.

## Status och hot
Arten har ett stort utbredningsområde, men tros minska i antal, dock inte tillräckligt kraftigt för att den ska betraktas som hotad. Internationella naturvårdsunionen IUCN listar arten som livskraftig (LC).